# Nurol Ejder
Nurol Ejder je rodina tureckých lehkých obrněných vozidel vyráběných tureckou společností Nurol Makina. Existují dvě verze: 6x6 a mnohem populárnější 4x4, nazývaná Ejder Yalçin.

## Verze

### Nurol Ejder

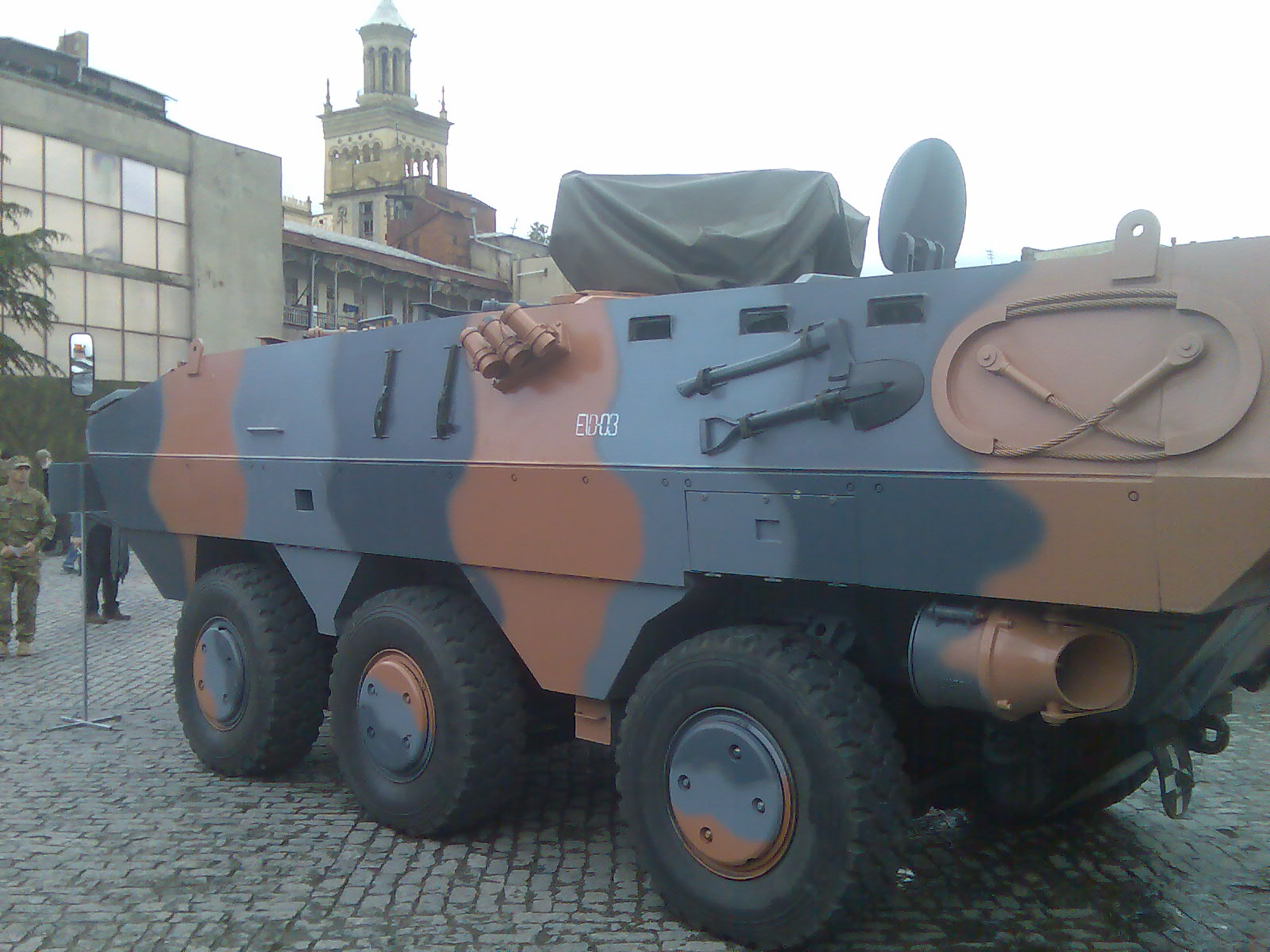
Nurol Ejder 6x6.

Vývoj na novém obrněném transportéru na podvozku 6x6 započal v roce 2005. Výrobce na něm zužitkoval zkušenosti z 90. let, kdy spolu s rumunskou firmou S N Romarm SA Filiala SC Moreni pracovali na transportéru 6x6, jenž se zakládal na podvozku BTR-70. Vozidlo sice ani jedna země nezavedla do výzbroje, ale posloužilo jako základ pro budoucí turecký transportér. Prvních 6 prototypů bylo vyrobeno v roce 2007 a další rok pak přišla objednávka z Gruzie na 90 vozidel, což je doposud jediný uživatel tohoto typu.
Výzbroj mohou tvořit kulomety, granátomety, nebo automatické kanóny. Vozidlo by mělo díky podvozku ve tvaru písmene "V" odolat explozím 8kg min. Ochranu lze vyztužit pomocí modulárního přídavného pancéřování.

### Ejder Yalçin
Práce na novém vozidle byly zahájeny v roce 2012. Prototyp veřejnost poprvé spatřila na výstavě IDEF v květnu o rok později. V roce 2014 pak došlo k zahájení sériové výroby.
Obrněnec se vyznačuje podvozkem ve tvaru písmene "V", jenž tak zmírňuje dopady exploze výbušniny pod vozidlem. Tomu dopomáhají i plovoucí pancéřové pláty na podlaze a použití protiminových sedaček.
Vozidlo zvládne projet vodou hlubokou 1,1 m a může stoupat pod úhlem 60°.
Yalçin pojme celkem 11 osob a snese užitečné zatížení až 4 tuny. Lze jej osadit dálkově ovládanou bezosádkovou věží vybavenou kulomety, granátomety a dokonce i 25mm protiletadlovým kanónem. Dalšími možnostmi jsou pak protitankové řízené střely či MANPADS.

## Uživatelé

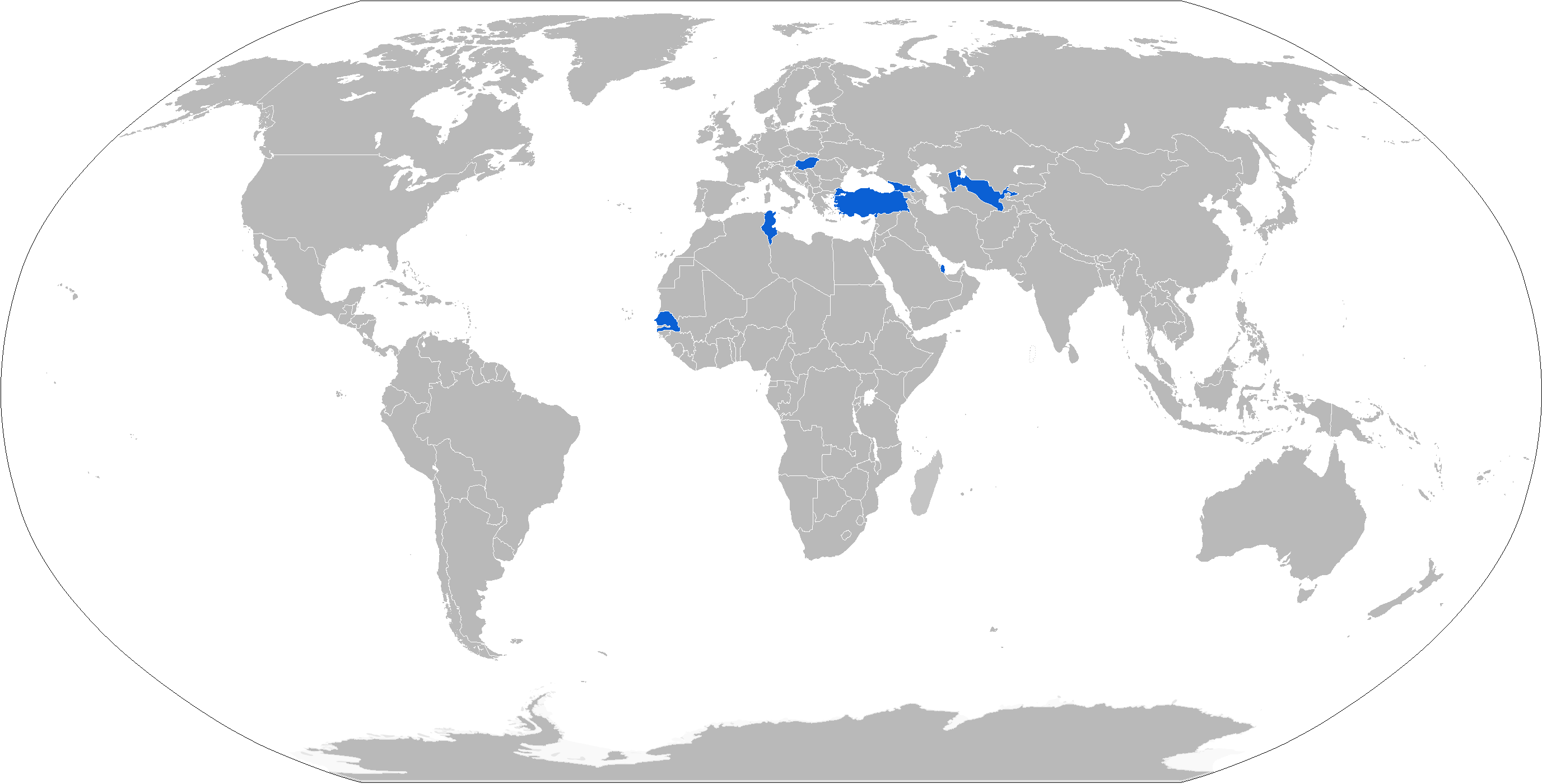
Mapa uživatelů vozidel Ejder.

### Nurol Ejder - současní
- Gruzie - 90 transportérů

### Ejder Yalçin - současní
- Čad
- Katar - 342 vozidel
- Maďarsko - 10 obrněnců, objednáno dalších 40, plánováno až 300. Zde značena jako Gidrán.[5]
- Malajsie - objednáno 20 vozidel
- Senegal - místní četnictvo zakoupilo 25 obrněnců
- Tunisko - 71 obrněnců
- Turecko - 400 kusů
- Uzbekistán - objednáno 1024 vozidel

#### Ejder Yalçin - potenciální
- Maroko - v květnu 2021 projevilo Maroko o tato vozidla zájem.[6]